# شنشار
شنشار قرية في منطقة القصير في محافظة حمص في سورية.
تقع جنوب محافظة حمص على بعد حوالي 15 كم جنوب حمص، وتقع شرق مدينة القصير بحوالي 17 كم. ونظرا لموقع البلدة الاستراتيجي فهي تقع على أوتستراد حمص دمشق الدولي وتعتبر صلة وصل منطقة القصير بحمص عن طريق جسر شنشار.
يحيط بالقرية من الشمال مسكنة ومن الشرق تل الشيح ومن الجنوب الديبة والحسينية ومن الغرب البويضة الشرقية.
يبلغ تعداد سكان شنشار حوالي 6000 آلاف نسمة. النشاط الأساسي لسكانها هو الزراعة، حيث تنتج أنواع مختلفة من المحاصيل كالبطاطا والكوسا والزيتون والشعير وعدد من المحاصيل الأخرى. نسبة التعليم في هذه البلدة جيدة حيث توجد فيها مدرستان ابتدائيتان ومدرسة إعدادية وثانوية وروضة أطفال حيث تخرج من هذه البلدة العديد من المثقفين والأطباء والمهندسين. ويوجد مسجدان في هذه القرية وهما مسجد عمر بن الخطاب ومسجد أنس بن مالك، كما يوجد بالقرية فرن للخبز ( المخبز الآلي ) الذي يوزع الخبز لأهالي القرية وعدد من أهالي القرى المجاورة . ويوجد فيها صالة كبيرة للأعراس. أما أهمية القرية صناعيا فهي تحتوي على عدد من المصانع والمعامل كمعمل فرزات للسمنة ومعمل سادرو وعدد من المعامل الأخرى كما يوجد فيها صومعة لخزن الحبوب حيث تعتبر من أكبر الصوامع بحمص ويوجد فيها أيضا ترانس مول لطريف الأخرس حيث يوجد في هذا المول كل احتياجات الناس ويعتبر كذلك أكبر مول في محافظة حمص.
ويوجد عدد من الاستراحات والكازيات في هذه القرية كاستراحة مدينة السلام، و بوابة حمص، وإشبيلية، و القدموس، حيث تعتبر هذه القرية مفترقا للطرق. كذلك يوجد فيها عدد من المطاعم كمطعم الأوتوغراند. كما يوجد بالبلدة مستوصف لمعالجة المرضى وعدد من العيادات والصيدليات الطبية، ويوجد بالقرب من البلدة محطة للسكك الحديدية ، كذلك يوجد فيها مقسم للإتصالات الأرضية، كما تعتبر قرية شنشار من أهم قرى ريف حمص الجنوبي، كما يزداد عدد ساكني بلدة شنشار بشكل كبير وخاصة في السنوات الثلاثة الماضية نتيجة لجوء الآلاف من أهالي المناطق المجاورة للقرية في حمص والقصير إليها بسبب الأوضاع التي شهدتها مناطقهم وكون بلدة شنشار تتميز بالأمن والآمان وبشعبها المضياف الذي استضاف هؤلاء اللذين لجأوا إليهم وأسكنوهم في منازلهم وبيوتهم وعاملوهم معاملة حسنة وطيبة انطلاقا من واجبهم الوطني والأخلاقي الذي تعلموه من وطنهم الأم سوريا وطن المحبة والسلام .